# 平头鳅
平头鳅（学名：Oreonectes platycephalus）为輻鰭魚綱鯉形目條鰍科嶺鳅属的鱼类，又名平頭嶺鰍、扁頭平鰍、扁頭鰍、小鰍。分布于中國珠江水系中下游的小山溪，香港，並曾於1998年的調查中於越南廣寧省發現。
该物种的模式产地在香港。
本魚體延長，頭部平扁，口下位，唇光滑，具觸鬚3對，體被小鱗片，側線不完整，止於胸鰭上方，尾鰭圓形，體色淺棕色，背部褐色，尾鰭基部有一條褐色橫條紋，背鰭及尾鰭具有小黑點，背鰭軟條10枚、臀鰭軟條8枚，脊椎骨35-36枚，體長可達10公分，主要棲息在水質清澈且流動的礫石底質溪流，吃底棲的生物與碎屑中。。

## 扩展阅读
維基物種上的相關：平头鳅